# 長絲小褐鱈
長絲小褐鱈，為輻鰭魚綱鱈形目稚鱈科的其中一種，分布於西太平洋印尼、澳洲北部與新喀里多尼亞海域，為深海魚類，深度115-320公尺，本魚頭部及身體灰白略帶點桃紅色，鰓蓋薄膜、吻、眼窩邊緣褐色，發光器官與肛門黑色，體長可達7.6公分，生活習性不明。

## 扩展阅读
維基物種上的相關：長絲小褐鱈